# اندیشه نو (مجله)
اندیشهٔ نو ماهنامه‌ای بود ادبی-هنری به مدیر مسئولی خلیل ملکی که از آذر ۱۳۲۷ تا بهمن ۱۳۲۷ در سه شماره منتشر شد. مهم‌ترین نشریهٔ نوگرای سال ۱۳۲۷، شاید اندیشهٔ نو است.

## زمینه‌های شکل‌گیری
در پاییز سال ۱۳۲۶ انشعابی به رهبری خلیل ملکی در حزب تودهٔ ایران روی داد و توللی به همراه جلال آل‌احمد و انور خامه‌ای و مهدی پرهام و چند تن دیگر از حزب خارج شدند. همین موقع مهدی پرهام امتیاز روزنامهٔ شرق میانه را گرفت و توللی عضو هیئت تحریریهٔ این مجله شد، اما به هر دلیل، شرق میانه چندان نپایید؛ می‌گویند حزب توده با نفوذی که در مراکز پخش مطبوعات داشت باعث اخلال در پخش مجله و در نتیجه، ورشکستگی آن شد!

## شروع کار
در ۱۵ آذر ۱۳۲۷ خلیل ملکی و یارانش به دنبال انشعاب از حزب تودهٔ ایران، که در اواخر پاییز ۱۳۲۶ صورت گرفته بود، مجله‌ای تئوریک به نام اندیشهٔ نو کردند. اندیشهٔ نو به هنر نیز می‌پرداخت و به‌نوعی مجله‌ای ادبی-هنری نیز بود. اندیشهٔ نو، قدم در جاپای چندین سال پیش ماهنامهٔ مردم، یا از آن پیش‌تر، قدم در جاپای نامهٔ مردم می‌گذارد (البته به لحاظ هنری). در سرمقالهٔ نخستین شمارهٔ اندیشهٔ نو، به دنبال ضرب‌المثل معروف فرانسوی «دوران نو، آهنگ نو» و برشمردن تفصیلی مشخصات دوران نو، می‌خوانیم:
کدام عامل باعث این تحول شگرف شده است؟ مهم‌ترین عامل مؤثر و فعال در دگرگونی دنیای کهن، دنیای ظلم و اجحاف طبقاتی، دنیای اسارت کار و اندیشهٔ نو، عبارت است از دانش مبارزهٔ کار با سرمایه، دانش پیروزی حتمی کار بر سرمایه. بیش از یک قرن از پیدایش این اندیشهٔ نوین، یعنی سوسیالیسم می‌گذرد… و بی‌شک تمام پدیده‌های نوی که در دنیای کنونی می‌بینیم، ناشی از این حقیقت است که پیکار کار با سرمایه به مرحلهٔ قطعی خود رسیده است…
از این مجله بیش از سه شماره منتشر نمی‌شود و در این سه شماره، اشعاری از توللی (که از گردانندگان اندیشهٔ نو بود)، نیما (که به هیچ حزب و گروهی وابسته نبود) و نادر نادرپور چاپ می‌شود؛ و قابل توجه این است که اشعاری که از نیما در اندیشهٔ نو چاپ می‌شود قدیمی است؛ و شعری هم که متأخرتر است مورد قبول شاعر مجله، توللی نیست.
در نخستین شماره، شعر «خواب زمستانی» به چاپ می‌رسد. تاریخ سرایش این شعر خرداد ۱۳۲۰ است. شعر نادرپور «محبوس» نام دارد، و تاریخ سرایش شعر ۲۳ آبان ۱۳۲۶ است. نادرپور در این تاریخ ۱۸ سال دارد و پیش از این، اشعار او در ماهنامهٔ مردم با تأیید ستایش‌آمیز طبری به چاپ رسیده است. «محبوس» پانزده بند دارد و از ترکیبات سست و گاه غلط آکنده است.
در شمارهٔ دوم هم شعری از نادرپور چاپ شده‌است که البته مثنوی است.
در شمارهٔ سوم، اشعاری از نیما و توللی چاپ می‌شود. شعر توللی، شعر رمانتیک «مهتاب» است؛ اما شعر نیما که «عقاب نیل» نام دارد، در تاریخ تیرماه ۱۳۰۸ سروده شده، و دقیقاً با معیارهای نوقدمایی توللی همخوانی دارد.
اندیشهٔ نو بیش از سه شماره منتشر نمی‌شود. ماجرای ترور شاه در تاریخ ۱۵ بهمن ۱۳۲۷ پیش می‌آید و همهٔ نشریات، از آن جمله اندیشهٔ نو - با برنامه و نیت - تعطیل می‌شوند.

## پی‌نوشت
1. 1 2 3 4 5 6 7 8  جواهری گیلانی، محمدتقی (شمس لنگرودی). تاریخ تحلیلی شعر نو - جلد اول: ۱۲۸۴–۱۳۳۲ه‍. ش، [ویرایش دوم]. تهران: نشر مرکز، ۱۳۷۷